# Steve James (regista)
Steve James (Hampton, 1955) è un regista, sceneggiatore, montatore e produttore cinematografico statunitense.
È stato candidato all'Oscar nel 1995, per il montaggio del documentario Hoop Dreams.

## Filmografia
- Stop Substance Abuse (documentario) (1986)
- Grassroots Chicago (cortometraggio) (1991)
- Higher Goals (cortometraggio) (1993)
- Hoop Dreams (documentario) (1994)
- Prefontaine (1997)
- Passing Glory (film TV) (1999)
- Joe and Max (film TV) (2002)
- Stevie (documentario) (2002)
- The New Americans (serie TV) (episodio: Independent Lens) (2004)
- Reel Paradise (documentario) (2005)
- Life Itself (documentario) (2014)
- Abacus: Small Enough to Jail (documentario) (2016)